# Llista de municipis d'Uri
Informació actualitzada per un bot. Els canvis manuals es perdran quan s'actualitzi!
| Escut | Municipi      | Població     | Superfície km² | Densitat | Altitud     | Codi postal | Codi territorial | Dades a Wikidata              |
| ----- | ------------- | ------------ | -------------- | -------- | ----------- | ----------- | ---------------- | ----------------------------- |
|       | Altdorf       | 9.401 (2018) | 10,2           | 920,76   | 458         | 6460        | 1201             | Modifica les dades a Wikidata |
|       | Andermatt     | 1.390 (2018) | 62,3           | 22,33    | 1.447 1.753 | 6490        | 1202             | Modifica les dades a Wikidata |
|       | Attinghausen  | 1.725 (2018) | 46,9           | 36,79    | 468 2.109   | 6468        | 1203             | Modifica les dades a Wikidata |
|       | Bürglen       | 3.976 (2018) | 53,1           | 74,93    | 525         | 6463        | 1205             | Modifica les dades a Wikidata |
|       | Erstfeld      | 3.787 (2018) | 59,1           | 64,09    | 475         | 6472        | 1206             | Modifica les dades a Wikidata |
|       | Flüelen       | 1.972 (2018) | 12,4           | 159,29   | 435         | 6454        | 1207             | Modifica les dades a Wikidata |
|       | Gurtnellen    | 540 (2018)   | 83,3           | 6,48     | 928 1.104   | 6482        | 1209             | Modifica les dades a Wikidata |
|       | Göschenen     | 448 (2018)   | 104,2          | 4,3      | 1.111 2.430 | 6487        | 1208             | Modifica les dades a Wikidata |
|       | Hospental     | 186 (2018)   | 35,2           | 5,29     | 1.493       | 6493        | 1210             | Modifica les dades a Wikidata |
|       | Isenthal      | 483 (2018)   | 61             | 7,92     | 771 1.404   | 6461        | 1211             | Modifica les dades a Wikidata |
|       | Realp         | 153 (2018)   | 77,9           | 1,96     | 1.538       | 6491        | 1212             | Modifica les dades a Wikidata |
|       | Schattdorf    | 5.418 (2018) | 16,3           | 331,78   | 481 1.190   | 6467        | 1213             | Modifica les dades a Wikidata |
|       | Seedorf       | 1.858 (2018) | 15,5           | 120,03   | 452         | 6462        | 1214             | Modifica les dades a Wikidata |
|       | Seelisberg    | 661 (2018)   | 13,3           | 49,74    | 801 736     | 6377        | 1215             | Modifica les dades a Wikidata |
|       | Silenen       | 1.949 (2018) | 144,8          | 13,46    | 510         | 6473        | 1216             | Modifica les dades a Wikidata |
|       | Sisikon       | 369 (2018)   | 16,5           | 22,42    | 453 1.497   | 6452        | 1217             | Modifica les dades a Wikidata |
|       | Spiringen     | 849 (2018)   | 64,7           | 13,13    | 923 2.267   | 6464 8751   | 1218             | Modifica les dades a Wikidata |
|       | Unterschächen | 696 (2018)   | 80,3           | 8,67     | 995 1.552   | 6465        | 1219             | Modifica les dades a Wikidata |
|       | Wassen        | 398 (2018)   | 96,9           | 4,11     | 930 1.889   | 6484        | 1220             | Modifica les dades a Wikidata |